# Txontals de Tabasco
Els txontals de Tabasco  (en castella chontales) és un poble indígen de Mèxic. Els maia txontals es diuen a si mateixos yokot'an o yokot'anob i vuien en 61 pobles al centre de l'estat de Tabasco. D'acord amb el cens de 2019 hi havia 58.064 txontals (el 2000 eren 39.428).
El nom prové del nàhuatl txontalli que significa «estranger». Els de Tabasco són un grup ètnic amb arrel i cultura maia. Tenen una llengua  més propera a les llengües d'Amèrica del Nord. Hi ha un altre grup ètnic que té aquest nom: els txontals d'Oaxaca que són relacionats amb la família tlequistlateca.
Es dediquen principalment a l'agricultura, la recol·lecció, la caça i la pesca, encara que els joves avui dia treballen en activitats derivades de la indústria petroliera de la costa de l'estat de Tabasco. Els maia txontals han abandonat llur sistema de càrrecs tradicional i tenen una delegació municipal com la resta dels municipis del país. Han format el Consell Suprem Txontal reivindica les terres antigues del poble indígena.
Els maia txontals, com la majoria dels grups indígenes de Mèxic, han fet un sincretisme entre llurs religions i la relgió catòlica. Ix bolom, la deessa de la fertilitat, avui dia s'identifica amb la Verge Maria, però, el txtonals també creuen en altres sers sobrenaturals, que són els amos de les llacunes i de la terra, la missió dels quals és aturar la destrucció de l'ecosistema. Fins al 1927, els colonitzadors i després l'estat mexicà, han fet un gran esforç per eliminar l'estil de vidat xontal, es van destruir les institucions religioses pròpies i es va prohibir la llengua.